# 車輛運送

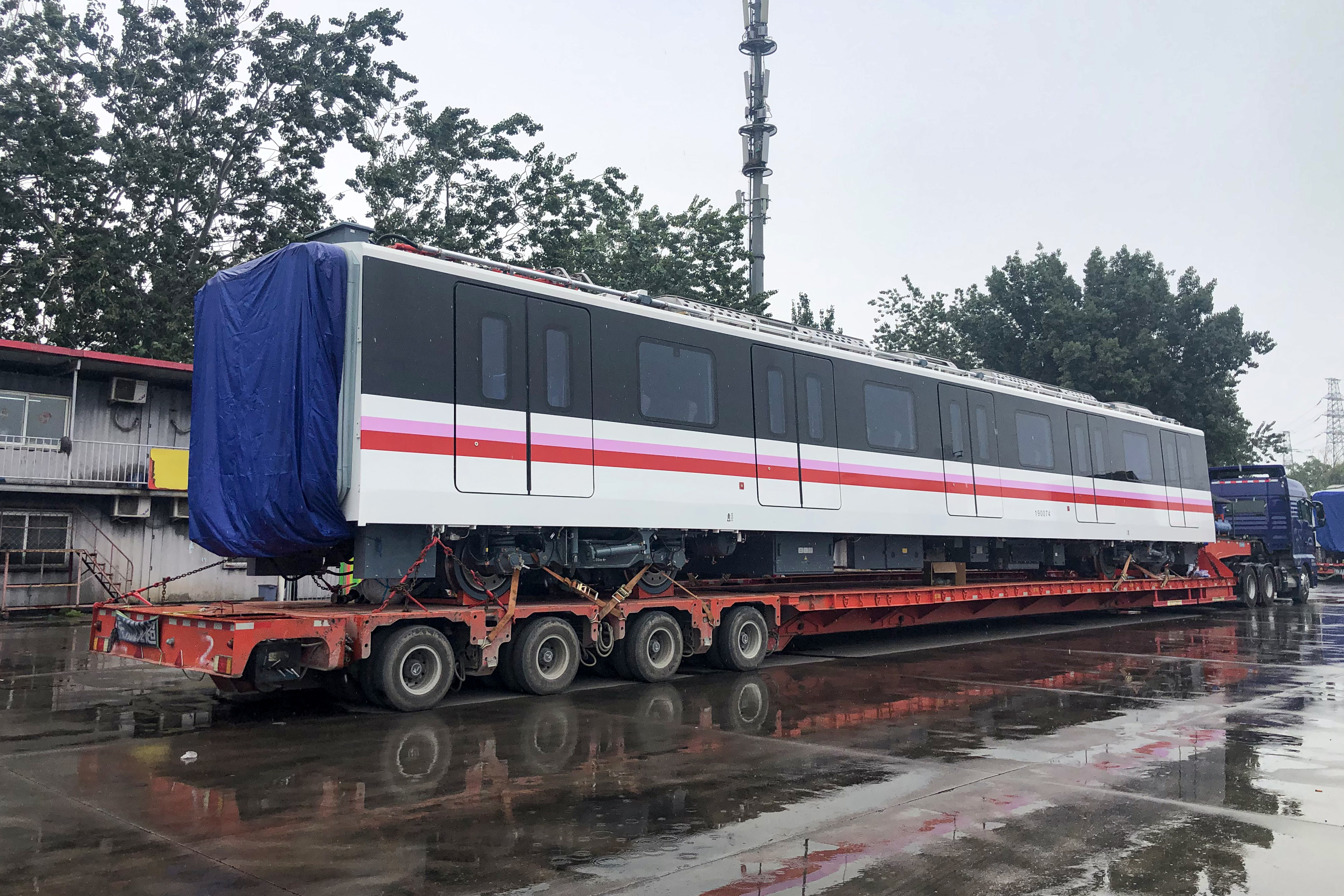
用平板半挂车陆运的北京地铁19号线列车

車輛運送是指，鐵路車輛、汽車或其他的交通工具，利用本體以外的動力運送。廣義上包含了渡輪載送汽車（汽車渡輪）的狀況。但一般特指汽車、機車等使用專用車輛運送的狀況。常被與鐵路車輛的迴送搞混。

## 鐵路車輛的運送
車輛製造廠交付新車、鐵路車輛定期到大修廠進行維修、鐵路業者轉讓二手車、或是自備貨車的迴送鐵路車輛本身的狀況。通常用鐵路當作貨運列車或車遞列車的名義運送，也用鐵路以外的方法（公路拖板車載運或船舶運送）。
車輛運送通常是很難得的，常引起鐵道迷的注意。日本的鐵路雜誌「鐵路運轉情報」、「火车」時常刊登運送情報，而照片多半是探訪的鐵道迷提供。

### 甲種運送／無火回送

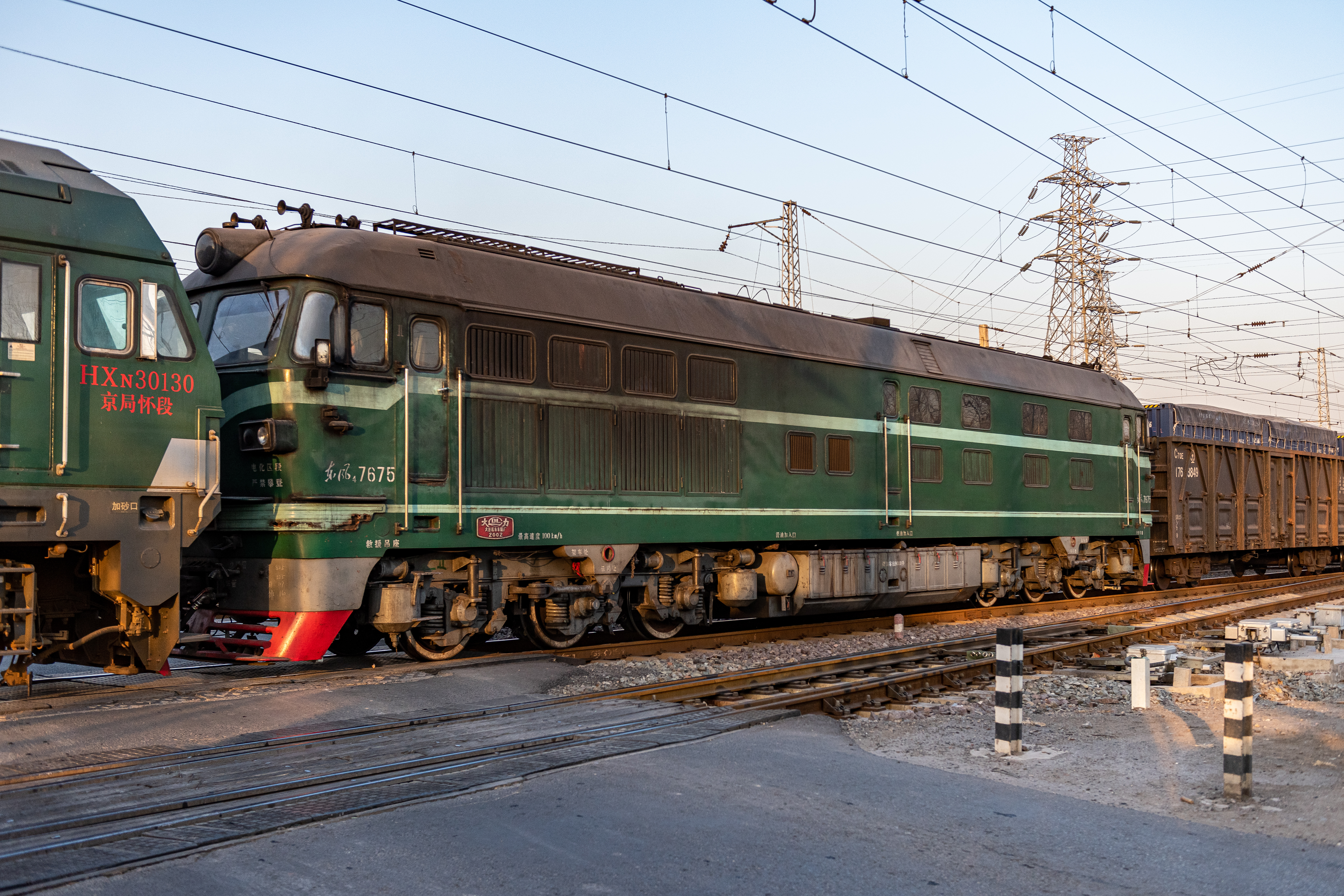
一班由HXN3牵引的货运列车无火回送DF4B通过丰双铁路槐房路道口

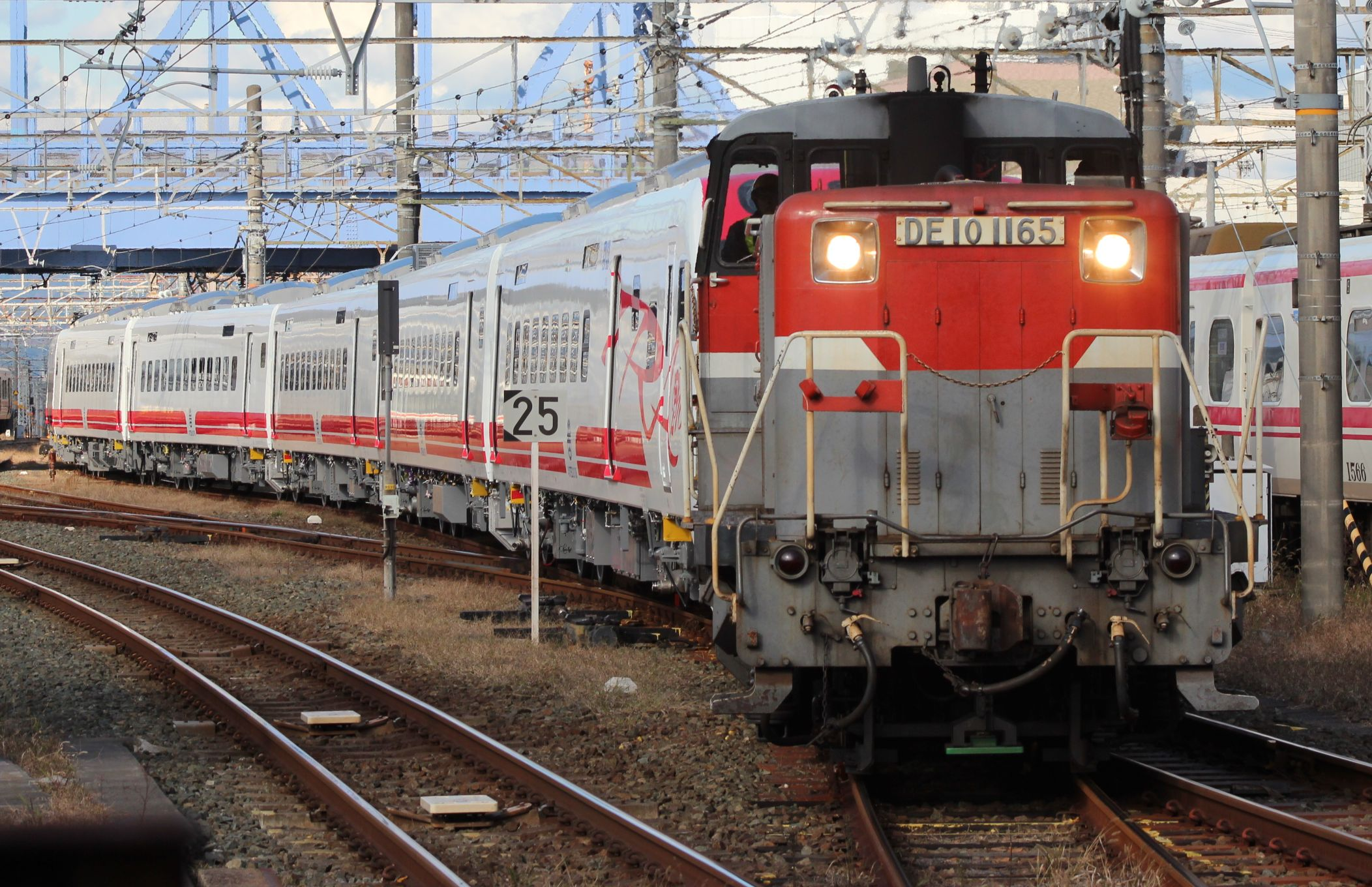
由DE10 1165牽引的無火迴送TEMU2000型列車

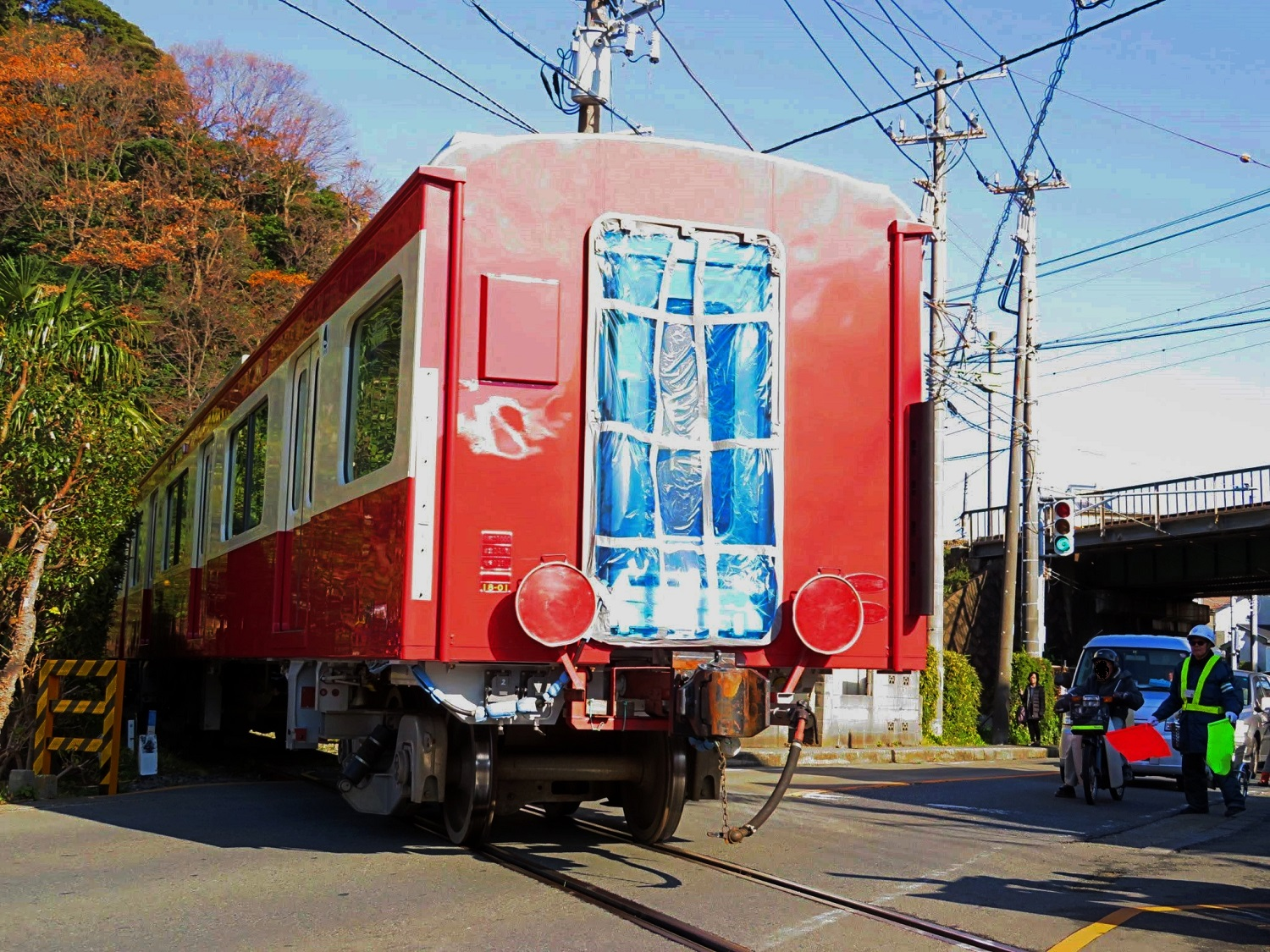
一列新1000型電聯車在逗子線甲種輸送

如果使用火車的車輪（包含臨時設置的），用貨運機車（有時亦會用客運機車，例如HXD3D共產黨員號附掛於客用SS9牽引的客運列車交付使用）牽引，作為貨列車或附掛車卡運送的方式稱為甲種運送，全稱甲種鐵路車輛運送（中國國鐵系統則與回段機車回送，一併使用「無火回送」一詞，即在降弓斷電兼關閉車上訊號系統的情況下回送），主要分為單機、專列、附掛及托運四種；進行運送時，需將擬運送車輛的電源及自身制動系統關閉（但採用電氣指令式制動者，仍需開啟制動系統及蓄電池），並將風壓調校至300kPa（地鐵列車甲種運送為500kPa），然後接駁至本務機車及守車（如有）。若是較寬軌距的車輛在較窄軌距的路線上運送（例如日本新幹線列車於在來線上運輸時），會使用臨時轉向架，在目的地附近的貨運車站改用拖板車前往，送到後才會裝上正式的轉向架。也有軌道並不相連的狀況，就一定要使用拖板車接駁（如深圳地鐵2號線列車，在抵達鄰近蛇口西車輛段的平南鐵路蛇口站後，基於兩者並不接軌，需以半挂车逐輛送至車輛段）。
可以運送的路徑會因為車輛外型而不同（基本上會避免陡坡），不能超出安全界限，只要符合這個條件，也可在較窄的軌道運送較寬的車輛。由於被運送的車輛可能無法提供制軔（煞車），通常速度被限制在75km/h以下，或需接駁專用守車上的臨時制動系統。按照中國國鐵《動車組回送作業辦法》，一般高鐵列車甲種運送時速上限為120km/h，而CRH3C則因車輪設計缺陷，而限制為80km/h；而在中國國鐵上甲種運送地鐵車輛，則限速80km/h。
而在中國國鐵系統，在運送國鐵动车组及地鐵車輛時，若路程超過兩小時，必須在前方或/及後方加上一至兩節各車輛廠或鐵路局自備「回送車」作守車，而相關守車備有發電機及臨時制動風機連適配插座，確保甲種運送時車輛狀況穩定。此外，甲種運送專列的發車優先次序，高於一般貨列。值得注意的是，甲種運送專列的車次採用一般貨列車次，而非一般回送使用的「0」字頭車次。

### 乙種運送和陸送

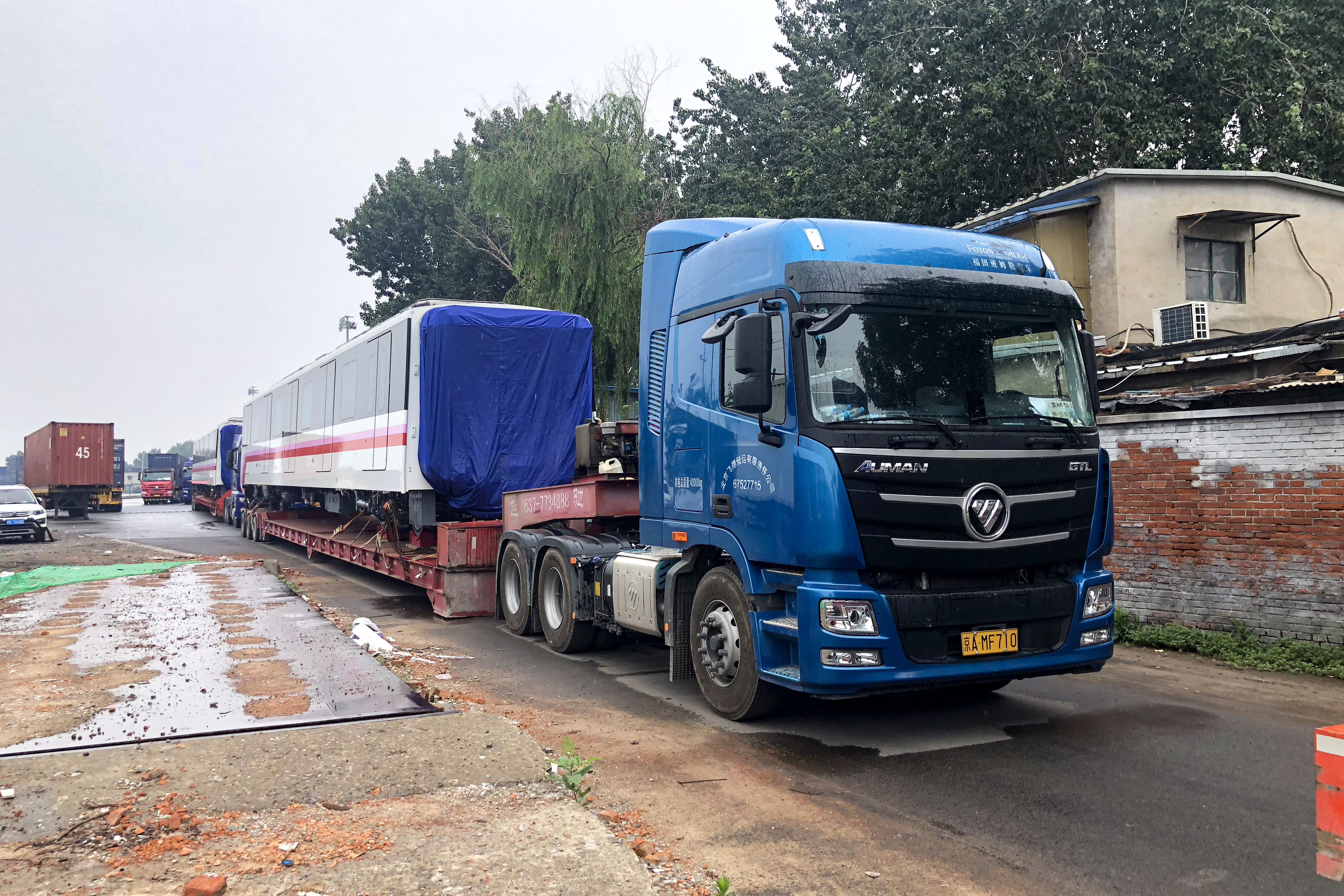
通过平板半挂车准备由大红门货场陆运至新宫车辆段的北京地铁19号线列车

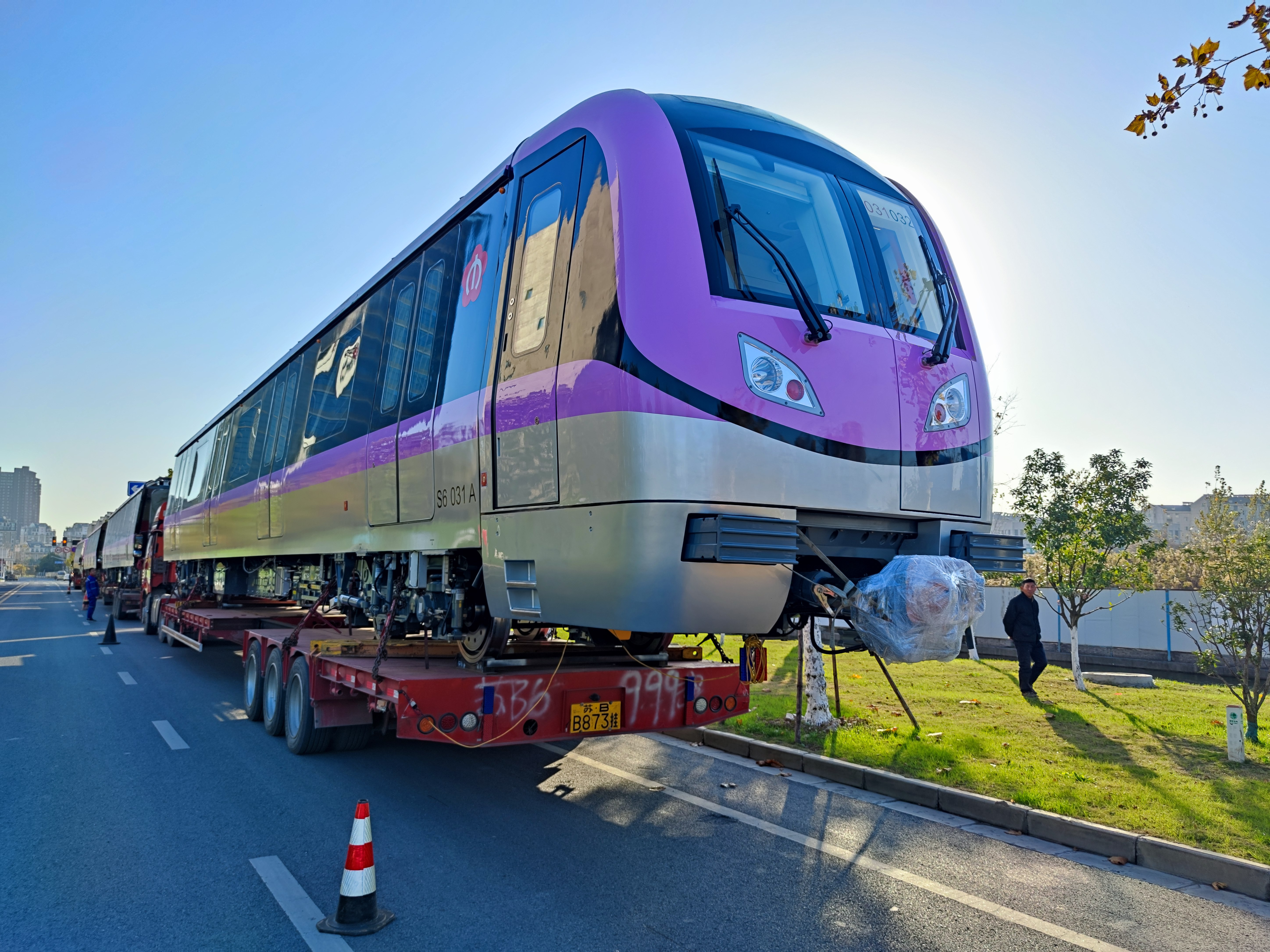
通过平板半挂车从中车南京浦镇车辆工厂运送至句容车辆段的南京地铁S6号线列车

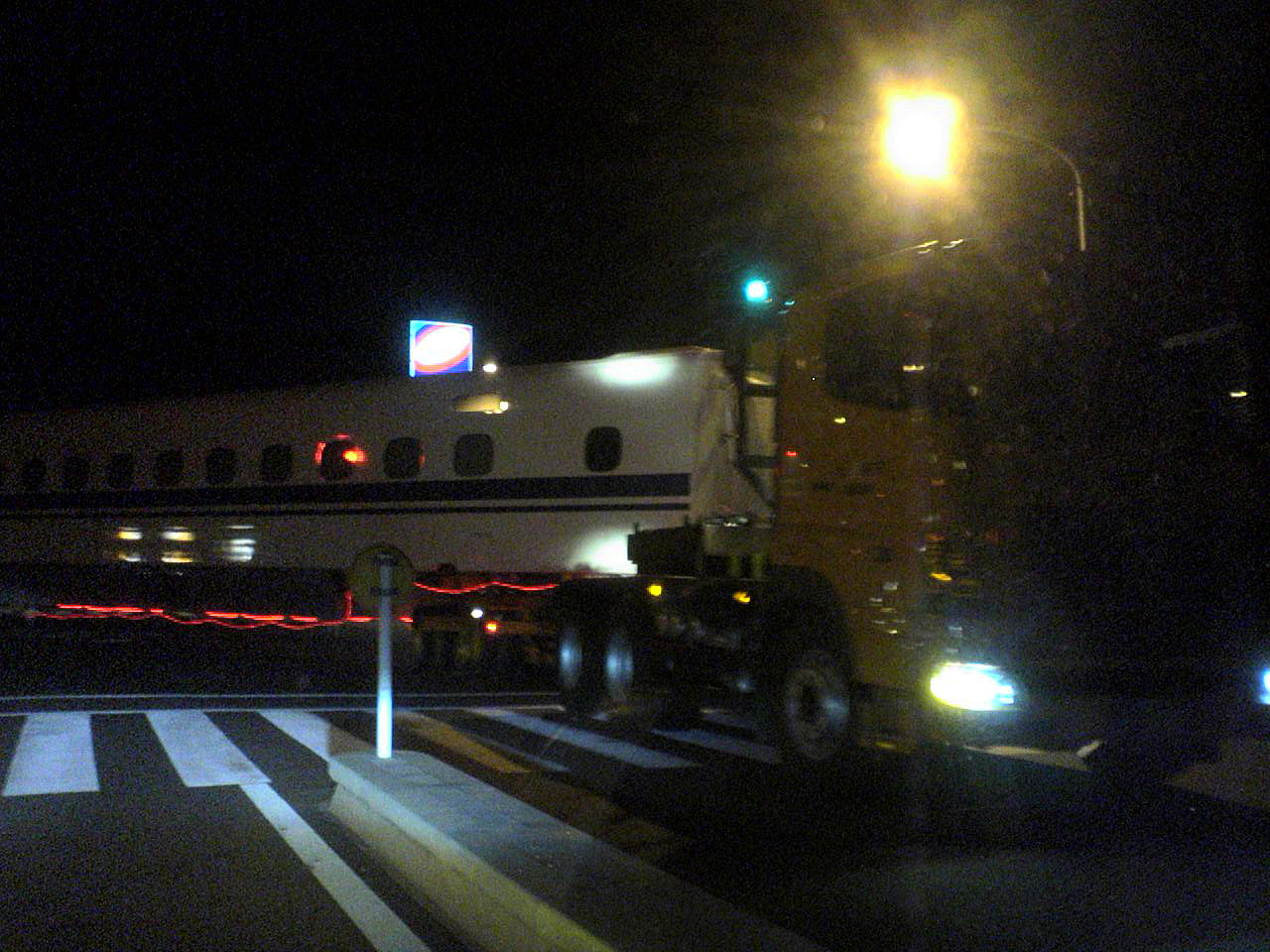
陸送的新幹線N700系電聯車

將鐵路車輛用鐵路的「大物車」或「平車」載運稱為乙種運送；如果是用公路的拖板車來載運火車則稱為陸送（例如港鐵屯馬綫中國製列車由長春客車廠至營口港，以及由屯門青山灣貨物裝卸區至港鐵八鄉車廠路段，均以平板車運送，前者取道京哈高速及瀋海高速，後者則取道九號幹線）。

### 甲種、乙種運送的定義及其他鐵路車的運送方式
甲種鐵路車輛的定義是使用車輛本身的車輪（包含臨時設置的）運送，乙種就是「以鐵路車輛載運」；而根據定義，不會有丙種運送，但一般會代指裝船運送。
日本及中國曾有以An-124型貨機運送火車的記錄，但只是被稱為『飛機運送』，並未歸類為甲種或乙種。
廣州地鐵2號線的列車因龐巴迪方面的原因而未能準時交貨。為了在首通儀式上能用上新型的列車，龐巴迪運輸租用An-124型貨機運送廣州地鐵2號線首兩列于德國製造的龐巴迪MOVIA 456型地鐵列車。而剩下的列車根據合同則由龐巴迪與長春軌道客車的合資公司于國內生產。至於首通儀式過後，這列列車被停于曉港站往中大方向的月臺（當時該方向尚未開通）。而正常的運行則使用廣州地鐵1號線的西門子列車。直到後來二號線的列車到貨，才把借調的西門子列車送回一號線。
車身超過15公尺長的大型鐵路車輛運送，如果要經過道路，事前要調查好預定路經的橋樑限重和休息地點，並依當地道路法規向主管機關申請許可。通常會限制速度在20km/h以下，對交通影響甚大，因此通常會安排在深夜清晨時段，沿主要道路行駛。有時會以巡邏車開道。而在香港，基於車輛的動態封界所限及所途經路段的設計問題，全新抵港的鐵路車輛都儘可能不會經行車隧道進行陸送（例如較早期到港的港鐵東鐵綫現代列車由青衣九號貨櫃碼頭送往火炭貨場時，理論上經尖山隧道或城門隧道路線最為直接，但實際上則經九號幹線地面段環繞新界接近一圈，才抵達火炭貨場。）；有時亦會運用跨海大橋作運陸送，例如輕鐵第五期列車由南京浦镇车辆厂發運，經深圳灣公路大橋送達屯門車廠。

## 脚注
1. ↑  .   [2019-02-24]. （原始内容存档于2019-12-01）.
2. ↑  .   [2019-03-27]. （原始内容存档于2019-08-25）.
3. ↑  甲種運送的前一天，鐵路公司的員工必需去測量車輛外型，以確定所需的安全界限。
4. ↑  .   [2018-11-08]. （原始内容存档于2019-08-23）.
5. ↑  深圳地鐵9號線列車運送
6. ↑  但自第10列東鐵線新列車開始，則獲准經由尖山隧道運往火炭貨場，反映了經隧道運送新列車的方式並非不可行，只是鐵路公司基於路面及高度所帶來的潛在風險過大而較少採用

## 外部連結
- 埔心事故太魯閣號事故車乙種運送（Youtube影片）